# Friedrich Goltz
Friedrich Leopold Goltz, född 14 augusti 1834 i Posen, död 5 maj 1902 i Strassburg, var en tysk fysiolog.
Goltz, som var professor i fysiologi i Halle an der Saale 1870-72 och i Strassburg 1872-1900, var en av 1800-talets mest originella fysiologer. Till hans viktigaste arbeten hör: Ueber den Tonus der Gefässe (i Virchows Archiv 1864), där han påvisar betydelsen av blodkärlens nerver för blodets normala rörelse, Beiträge zur Lehre von den Funktionen der Nervencentren des Frosches (1869), som innehåller viktiga rön angående det centrala nervsystemets förrättningar, Ueber die physiologische Bedeutung der Bogengänge des Ohrlabyrintes (Pflügers Archiv 1870), i vilket han fortsatte Pierre Flourens undersökningar över samma fråga. 
Från mitten av 1870-talet ägnade Goltz sitt vetenskapliga intresse nästan uteslutande åt studiet av storhjärnans fysiologi och publicerade 1876-99 i Pflügers Archiv en lång serie avhandlingar därom, av vilka de fyra första samlade utgavs under titeln Ueber die Verrichtungen des Grosshirns (1881). De utövade ett mycket betydande inflytande på utvecklingen av denna del av fysiologin. Slutligen kan också nämnas hans undersökningar över ryggmärgens förrättningar (Pflügers Archiv 1873, 1896).